# Lorenzo Bellini
Lorenzo Bellini (Firenze, 3 settembre 1643 – Firenze, 8 gennaio 1703) è stato un medico, anatomista e poeta italiano.

## Biografia

Opuscula, 1695

A soli vent'anni, quando già aveva iniziato le sue ricerche sulla struttura dei reni e, nel suo trattato Exercitatio anatomica de structura usu renum (1662) aveva descritto i dotti papillari (noti anche, appunto, come dotti di Bellini), fu nominato professore di medicina teoretica presso l'Università di Pisa, ma poco dopo venne trasferito alla cattedra di anatomia. Rimase a Pisa trent'anni, quindi fu chiamato a Firenze, dove il granduca Cosimo III de' Medici lo scelse come suo medico personale; divenne anche consulente archiatra del papa Clemente XI. 
Fu anche membro dell'Accademia dell'Arcadia, con lo pseudonimo di Ofelte Nedeo, e dell'Accademia della Crusca: alcuni suoi componimenti si leggono nella raccolta Rime degli Arcadi . Un'edizione completa delle sue opere fu pubblicata a Venezia nel 1708.

## Opere
- Discorsi di anatomia, vol. 1, Firenze, Francesco Moucke, 1741.
- (LA) Opuscula, Pistoia, Stefano Gatti, 1695.